# Simone Bauerová
Simone Bauerová (* 12. listopadu 1973 Wertheim, Německo) je bývalá německá sportovní šermířka, která se specializovala na šerm fleretem. Německo reprezentovala v devadesátých letech a v prvním desetiletí jednadvacátého století. Na olympijských hrách startovala v roce 2004 v soutěži jednotlivkyň. V roce 1993 obsadila třetí místo na mistrovství světa v soutěži jednotlivkyň. S německým družstvem fleretistek vybojovala v roce 1993 a 1999 titul mistryň světa.